# Nola lactaria
Nola lactaria är en fjärilsart som beskrevs av Ludwig Carl Friedrich Graeser 1892. Nola lactaria ingår i släktet Nola och familjen trågspinnare. Inga underarter finns listade i Catalogue of Life.